# Glíma aux Jeux olympiques de 1912
La Glíma, lutte traditionnelle islandaise, apparait comme sport de démonstration aux Jeux olympiques d'été de 1912. 
La glíma sous le titre de lutte nordique avait déjà fait l'objet de combats exhibitions pendant les Jeux olympiques de Londres le 25 juillet 1908 en clôture de la compétition de lutte avec aussi des variantes de luttes anglaises régionales de Cumberland et Westmorland.
Le Comité olympique suédois avait reçu de nombreuses propositions de compétitions de démonstrations à côté des Jeux Olympiques notamment du Whist, ancêtre du bridge, proposé par le Knickerbocker Whist Club de New-York, de crosse proposé par le Canada ou de course en aérostat par le Comité olympique français. Le 27 juin 1911, le Comité olympique suédois a adopté le principe selon lequel les compétitions parallèles seraient évitées mais autorisa toutefois un camp scout international, une rencontre de démonstration de baseball, des courses hippiques à Lindarängen et la lutte islandaise.
La compétition de Glíma, uniquement masculine, s'est déroulée du 7 juillet 1912 au Stade olympique de Stockholm avec également une présentation de sports populaire du Gotland (Pärkspel, Varpkastning et Stångstörtnin). À noter que le même dimanche, une représentation était donnée à l'opéra par la Folkdansens Vänner, une compagnie pour la promotion des danses traditionnelles suédoises.
Le tournoi opposa les lutteurs Sigurjón Pjetursson, Hallgrimuå  Benidiktsson, Magnús  Tomasson, Axel  Krist-jánsson, Gudmundar Kristinu Gudmundsson et Kári Arngrimsson. L'arbitre fut Halldór Hanssen. Il n'est pas fait mention de vainqueurs dans le rapport.
Lors des olympiades suivantes à Anvers en 1920, le comité avait envisagé d'inclure la Glíma. A priori retenu, leur participation fut annulée à la suite de l'annonce de la visite du roi de Danemark Christian X le même 1920 et de l'organisation d'un tournoi à cette période. Finalement, le roi reporta sa visite un an plus tard et le sport ne fut plus jamais inscrit au programme olympique.